# Estátua equestre de Trajano
A estátua equestre de Trajano (em latim: Equus Traiani) era uma colossal escultura de bronze do imperador Trajano montado num cavalo e que ficava bem no centro da praça do Fórum de Trajano, em Roma.

## História
Como atestam as moedas da época, a estátua foi erigida entre 112 e 114, logo depois da vitória dos romanos sobre os dácios, juntamente com o próprio complexo do fórum onde ela ficava. A descoberta da fundação de sua base permitiu que fosse identificada com precisão a sua localização: ela ficava a 25 metros do centro da praça e a 30 metros da fachada monumental que marcava o limite meridional do fórum.
A estátua ainda estava perfeitamente conservada no século IV, como testemunhou maravilhado o imperador Constâncio II em sua visita a Roma em 357, especialmente por causa de suas dimensões colossais:
| “ | [...] quando ele chegou ao Fórum de Trajano, que acreditamos ser uma construção única no mundo, estupefato também pelo consenso dos deuses, ele parou atônito, admirando todo o seu entorno as construções imponentes, difíceis de descrever e não mais imitáveis pelos mortais. E empolgado na esperança de realizar obras similares, afirmou querer poder imitar apenas o cavalo de Trajano, que ficava no meio da praça, que levava o imperador! | ” |
|   | — Amiano Marcelino, Res Gestae XV, 10, 15.. |   |

Não se sabe o que aconteceu com ela depois, mas nenhum vestígio dela chegou até os tempos modernos.

## Estrutura
De dimensões colossais, a estátua de Trajano provavelmente era de 60% a 70% maior que a estátua equestre de Marco Aurélio (que lhe copiou a pose do cavalo e do cavaleiro), que ainda pode ser admirada no Campidoglio (uma cópia; a original está nos Museus Capitolinos). Portanto, é seguro afirmar que ela tinha cerca de 10-12 metros de altura incluindo a base.

## Planimetria
| Planimetria dos fóruns imperiais de Roma |
| --- |
| Pórtico Curvo Pórtico Purpúreo Secretaria do Senado Plano de Mármore Templo da Via Sacra Biblioteca Vico Cúprio Arco de Trajano Arco de Druso Arco de Gêrmanico Pórtico Absidado Quadriga Estátua equestre Fórum de Trajano Mercado de Trajano Biblioteca Úlpia Coluna de Trajano Basílica Úlpia Basílica Argentária Templo de Marte Vingador Templo de Minerva Templo da Paz Fórum de César Templo da Vênus Genetrix Átrio da Liberdade Estátua equestre Fórum Romano Cúria Júlia Basílica Emília Subura Fórum de Nerva Fórum de Augusto Fórum da Paz |